# Barranc d'Adons
El barranc d'Adons barranc afluent del barranc de Viu. Discorre del tot dins de l'antic terme de Viu de Llevata, i es forma per transformació del barranc de la Beguda just en haver deixat enrere el poble de la Beguda d'Adons.
Des del nord del poble de la Beguda d'Adons va, de forma sinuosa, cap al nord. Al cap d'un bon tram, arriba a l'altura del Coll de Llevata, al sud-est del poble de Viu de Llevata, on se l'ajunten primer el barranquet dels Feners i després el barranc de Pallavia, lloc on entre els tres formen el barranc de Viu, a la zona de la Roca de l'Obac.